# Jānis Ivanovs
Jānis Ivanovs (* 9. Oktober 1906 in Preiļi bei Daugavpils, Lettgallen; † 27. März 1983 in Rīga) war ein lettischer Komponist.

## Leben
Jānis Ivanovs stammte aus einer russischen Familie der Altgläubigen, die sich im Baltikum niedergelassen hatte. Ivanovs studierte bis 1931 Klavier und Komposition bei Georg Schnéevoigt am Lettischen Konservatorium in Riga; anschließend besuchte er bis 1933 die Meisterklasse für Komposition von Jāzeps Vītols. Ab 1931 war er beim Lettischen Rundfunk als Dirigent des Radiosinfonieorchesters und Tonmeister tätig. 1944 wurde er Dozent für Komposition am Lettischen Konservatorium Riga. Ein Jahr später erhielt er den Posten des Künstlerischen Direktors des Lettischen Rundfunks, den er bis 1963 innehatte. 1955 wurde Ivanovs schließlich zum Professor für Komposition und Instrumentation am Lettischen Konservatorium Riga befördert. Diese Lehrtätigkeit führte er bis an sein Lebensende aus. Ivanovs erhielt mehrere Staatspreise für seine Kompositionen und wurde im Jahre 1956 zum Volkskünstler der UdSSR ernannt.

## Stil
Ivanovs' Stil wandelte sich im Laufe seines Lebens stark; sein Schaffen weist daher mehrere unterschiedliche Stilperioden auf. In den 1930er-Jahren schuf er eine Art lettische Nationalromantik, deren Tonsprache weitgehend auf der Musik der Romantik aufbaut. Viele der musikalischen Bilder der Werke dieser Zeit weisen eine große Naturverbundenheit auf. Auffällig ist ein ziemlich düsterer Tonfall, der sein gesamtes Schaffen durchziehen sollte. Nachdem Ivanovs Anfang der 1940er-Jahre unter anderem Einflüsse von Claude Debussy aufnahm und seine Harmonik merklich verschärfte, nahm er etwa um 1948 vorerst wieder Abstand von dieser Tendenz und orientierte sich am Sozialistischen Realismus. Die Werke dieser Zeit strahlen Optimismus und Volksverbundenheit aus. Gegen Ende der 1950er-Jahre verfolgte er seinen zuvor abgebrochenen Weg weiter. Er orientierte sich nun an moderneren Komponisten wie Honegger, Strawinski oder Bartók. Weitere Experimente führten ihn zu Beginn der 1960er-Jahre zur Zwölftontechnik. Der Tonfall der Werke dieser Zeit ist zum Teil recht aggressiv. Gegen Ende der 1960er-Jahre änderte Ivanovs wiederum seinen Stil und wandte sich einer Art Neoromantik zu, was unter anderem eine erneute Hinwendung zu einer stark erweiterten Tonalität bedeutete, die er aber weniger im traditionellen Sinne als durchgängiges Prinzip seiner Kompositionen, sondern vielmehr als eine Art Stilmittel einsetzte. Ivanovs zählt zu den bedeutendsten lettischen Komponisten. Den Schwerpunkt seines Schaffens bilden seine Sinfonien, die aufgrund ihrer Mischung von Tragik und heroischen Gesten mit griechischen Tragödien verglichen wurden.

## Werke
- 21 Sinfonien, u. a.
  - Sinfonie Nr. 1 in b-Moll Poema-Sinfonia (1933)
  - Sinfonie Nr. 2 in d-Moll (1935)
  - Sinfonie Nr. 3 in f-Moll (1938)
  - Sinfonie Nr. 4 in es-Moll Atlantis (nach Platons Insel Atlantis) mit Frauenchor (1941)
  - Sinfonie Nr. 5 in C-Dur (1945)
  - Sinfonie Nr. 6 in e-Moll Lettgallen (1949)
  - Sinfonie Nr. 7 in c-Moll (1953)
  - Sinfonie Nr. 8 in h-Moll (1956)
  - Sinfonie Nr. 9 (1960)
  - Sinfonie Nr. 10 in D-Dur (1963)
  - Sinfonie Nr. 11 in e-Moll (1965)
  - Sinfonie Nr. 12 in C-Dur Sinfonia Energica (1967)
  - Sinfonie Nr. 13 in d-Moll Sinfonia humana für Sprecher und Orchester (1969)
  - Sinfonie Nr. 14 für Streichorchester (Sinfonia da Camera) (1971)
  - Sinfonie Nr. 15 in b-Moll Sinfonia ipsa (1972)
  - Sinfonie Nr. 16 (1974)
  - Sinfonie Nr. 17 in C-Dur (1976)
  - Sinfonie Nr. 18 (1977)
  - Sinfonie Nr. 19 (1979)
  - Sinfonie Nr. 20 in h-Moll (1981)
  - Sinfonie Nr. 21 in c-Moll (1983, unvollendet)

- Andere Orchesterwerke
  - Wolkengebirge, sinfonische Dichtung (1938)
  - Violoncellokonzert in h-Moll (1938, im Krieg verloren, 1945 rekonstruiert)
  - Regenbogen, sinfonische Dichtung (1939)
  - Violinkonzert in e-Moll (1951)
  - Lāčplēsis, sinfonische Dichtung (1957)
  - Klavierkonzert in d-Moll (1959)
  - Sinfonietta für Streichorchester in h-Moll (1977)

- Vokalmusik
  - Poem für Chor und Streichorchester (1973)
  - Das Lied für Chor und Orchester (1978)
  - Lieder
  - Chöre

- Kammermusik
  - Streichquartett Nr. 1 (1931/32)
  - Streichquartett Nr. 2 in C-Dur (1946)
  - Streichquartett Nr. 3 (1961)
  - Klaviertrio in h-Moll (1976)

- Klaviermusik
  - 20 Präludien (1934–1982)
  - Variationen in e-Moll (1948)
  - Sonata brevis in es-Moll (1962)
  - 24 Skizzen (1965–1972)